# Isoaloxazina
La isoaloxazina, o isoaloxacina es un compuesto heterocíclico formado por un anillo bencénico, una pteridina y dos grupos carbonilo (cetona), que sirve como cadena principal a importantes compuestos biológicos.
Se sintetiza mediante la siguiente serie de reacciones químicas:
Ver: Síntesis de la Isoaloxazina
El isómero más conocido de la isoaloxazina es la aloxazina o Benzo(g)pteridina-2,4(1H,10H)-diona: